# Premis Peabody
Els Premis George Foster Peabody, més coneguts com a Premis Peabody, són uns premis anuals que són atorgats a l'excel·lència d'emissions de ràdio i de televisió als Estats Units. Els primers premis foren atorgats l'any 1941 per als programes de l'any anterior. Els premis són administrats per l'Escola Henry W. Grady de Periodisme i Comunicació de Masses a la Universitat de Georgia (UGA).
Els Premis Peabody són considerats com els premis amb més prestigi d'honor i distinció als Estats Units dins l'àmbit dels èxits de l'emissió periodística, de l'elaboració de documentals, programes educatius, programació infantil i l'entreteniment en general.
Inicialment, aquests premis només eren atorgats a la ràdio. Tanmateix, el 1948 es varen introduir els premis a la televisió. A finals dels anys 90, es varen afegir noves categories addicionals per al material que s'imparteix per Internet